# Nine Livez
Nine Livez – debiutancki album studyjny amerykańskiego rapera Nine’a, wydany 7 marca 1995 nakładem wytwórni Profile Records. Album został wyprodukowany przez, Roba Lewisa i Tony'ego Stoute'a. Wydawnictwo zadebiutowało na 16. miejscu Top R&B/Hip-Hop Albums oraz 90. miejscu notowania Billboard 200.

## Lista utworów
| #  | Tytuł                                     | Producent   | Sample | Czas |
| -- | ----------------------------------------- | ----------- | --- | ---- |
| 1  | „Intro (Death of a Demo)”                 | Rob Lewis   | - Nine – "Me, Myself and My Microphone" - Nine – „Chitty Chitty Bang Bang” - Nine – „Creepin' Up” | 1:04 |
| 2  | „Ova Confident”                           | Tony Stoute | - Queen Latifah – „Rough...” - Das EFX – „Baknaffek” | 4:08 |
| 3  | „Redrum”                                  | Tony Stoute | - Ralph Vargas / Carlos Bess – „S.C.R.” | 4:42 |
| 4  | „Da Fundamentalz”                         | Rob Lewis   | - Hall & Oates – „One on One” - Gwen McCrae – „Funky Sensation” - James Brown – „Say It Loud, I'm Black and I'm Proud” - Treacherous Three – „The Body Rock” - Sugarhill Gang – „8th Wonder” - Eric Gable – „Process of Elimination” - Nine – „Funkmaster Flex N Nine Double M”     | 4:07 |
| 5  | „Hit Em Like Dis” (gościnnie Froggy Frog) | Rob Lewis   | - George Clinton – „Atomic Dog” | 4:47 |
| 6  | „Who U Won Test”                          | Rob Lewis   | - McCoy Tyner – „Peresina” | 3:31 |
| 7  | „Whutcha Want?”                           | Rob Lewis   | - The Staple Singers – „The Dock of the Bay” - Lonnie Liston Smith – „Spinning Wheel” - Ben Sidran – „Minority” - Juice – „Catch a Groove” - The Emotions – „Best of My Love” - Andrea McArdle – „Tomorrow” - Rockers Revenge – „Walking on Sunshine” - Cutty Ranks – „The Stopper” | 4:34 |
| 8  | „Fo'eva Blunted”                          | Rob Lewis   | - Galt MacDermot – „Stockyard” - War – „Walking to War” | 3:43 |
| 9  | „Peel”                                    | Rob Lewis   | - Billy Cobham – „Song for a Friend (Pt. I)” - James Brown and Dee Felice Trio – „There Was a Time (1969)” | 3:37 |
| 10 | „Retaliate”                               | Rob Lewis   | | 4:15 |
| 11 | „Tha Cypha”                               | Rob Lewis   | - Nat King Cole – „Nature Boy” - MC Shan – „The Bridge” | 3:46 |
| 12 | „Ahh Shit”                                | Rob Lewis   | - DeBarge – „All This Love” | 3:53 |
| 13 | „Everybody Won Heaven (Redrum the Remix)” | Rob Lewis   | - Mad Lion – „Take It Easy” | 5:03 |
| 14 | „Any Emcee”                               | Rob Lewis   | - The Spinners – „I'll Be Around” - Eric B. & Rakim – „My Melody” - The Headhunters – „God make Me Funky” - Nine – „Whutcha Want?” | 4:02 |
| 15 | „Ta Rasss”                                | Rob Lewis   | - Cutty Ranks – „A Who Seh Me Dun” | 4:50 |

Uwagi
1. ↑  Froggy Frog to alter ego Nine'a